# Charles Johnson (capitano)
Il capitano Charles Johnson è l'autore del libro Storia generale dei pirati, apparso per la prima volta nel 1724 in una libreria di Charles Rivington, a Londra.

## Biografia
L'identità di Johnson è avvolta nel mistero: sono state fatte differenti ipotesi, considerando soprattutto che egli aveva una conoscenza approfondita di molti fatti reali che narra, del linguaggio marinaresco, delle imbarcazioni e degli strumenti del mestiere, per cui si suppone fosse un pirata a tutti gli effetti o perlomeno un cacciatore di taglie.
Nel 1724, visto che ormai era "vecchio" per fare il pirata, decise di scrivere un libro che parlava della vita di quest'ultimi. Il libro fu un successo, tanto che Johnson da uomo normale divenne benestante e poté godersi i suoi ultimi anni di vita lasciandosi la pirateria alle spalle.
Intorno agli anni Trenta si fece largo l'ipotesi che Johnson fosse in realtà lo pseudonimo dello scrittore Daniel Defoe, esperto di falsi documenti storici e appassionato della vita piratesca. Robert Moore, nel libro Defoe in the Pillory and Other Studies (1934), compara gli stili dei due autori, confutando l'ipotesi. Gli studi di Furbank e Owen, pubblicati in The Canonisation of Daniel Defoe (1988), attaccano questa teoria sottolineando discrepanze e l'assenza di legami tra i due autori.

## Il libro
A General History of the Robberies and Murders of the most notorious Pyrates continua ad essere stampato in differenti edizioni, sia col nome del Capitano Johnson, sia con quello di Defoe.

### Edizioni italiane
- Daniel Defoe, Storie dei pirati, traduzione di Mario Carpitella, Bari, Laterza, 1974.
- Daniel Defoe, Storie dei pirati, traduzione di Mario Carpitella, Bari, Laterza, 1994, ISBN 978-88-420-4514-4.
- Capitano Charles Johnson, Storia generale dei pirati, traduzione di Matteo Ubezio, Roma, Cavallo di Ferro, 2006, ISBN 978-88-7907-015-7.
- Daniel Defoe “Capitano Charles Johnson”, Storia generale dei pirati, traduzione di Flavio Carlini, Roma, Haiku, 2019.
  - vol. 1, Henry Every, il Re dei pirati, ISBN 978-88-98149-42-1;
  - vol. 2, La leggenda di Barbanera, ISBN 978-88-98149-48-3;
  - vol. 3, Gli ideali della pirateria: England e Bonnett, ISBN 978-88-98149-54-4;
  - vol. 4, Pirati e piratesse dei Caraibi, ISBN 978-88-98149-58-2.
- Charles Johnson, Storia generale dei pirati, traduzione di Andrea Comincini, Roma, Nutrimenti mare, 2022, ISBN 978-88-6594-936-8.